# Confraternite e Compagnie al Palio di Asti
Le confraternite e le compagnie di Asti, si affacciarono sulla scena cittadina nel XVII secolo, ed ebbero grande importanza sociale fino alla fine del XIX secolo.
A loro, oltre all'opera di carità e volontariato per la comunità, va anche il merito di aver ampliato e rinnovato le celebrazioni per le feste di san Secondo e della corsa del Palio, trasformando quest'ultima, da corsa elitaria per nobili e borghesi a momento di aggregazione collettiva dell'intera popolazione.

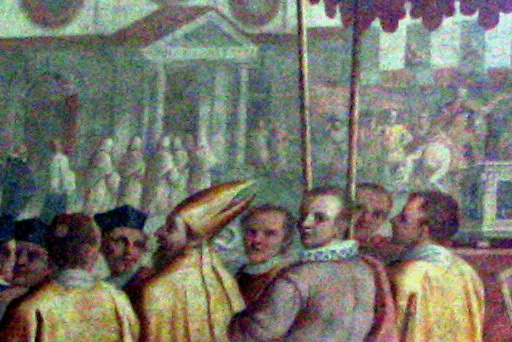
Cattedrale di Asti. Processione per la traslazione delle reliquie di san Secondo, di Francesco Fabbrica (1711). Nel particolare, i battuti di una confraternita astigiana.

## Notizie storiche
Le confraternite sono associazioni volontarie laiche, che si sono diffuse in periodo medievale. Sono state utilizzate principalmente dagli ordini predicatori e mendicanti (francescani e domenicani), come inquadramento delle popolazioni contadine, attraverso grandi movimenti penitenziali di massa.
Le compagnie parrocchiali, invece, sorgono principalmente dopo il Concilio di Trento (1545/1563), sollecitate dall'attività predicatrice e missionaria degli ordini religiosi.
In un primo tempo le confraternite erano miste, ma in seguito le donne costituirono delle loro associazioni completamente autonome, denominate "umiliate". Le confraternite possiedono solitamente una sede autonoma, mentre la compagnia è collocata presso uno degli altari della chiesa parrocchiale. La divisa di ogni confraternita è caratterizzata da un colore distintivo che indossano tutti i confratelli a simboleggiare l'uguaglianza tra gli iscritti.
Nelle cerimonie religiose, i "penitenti" portano un saio di tela detto "sacco", sormontato da un cappuccio, che in alcuni casi scende fino a coprire completamente il viso, lasciando solo i fori per gli occhi.
Le confraternite sono governate da funzionari. le cariche principali sono il priore ed il vice-priore, coadiuvati dai consiglieri, ,che nel caso astigiano variavano da quattro a non più di dodici.

## Le confraternite ed il Palio
Le prime a partecipare alla corsa del Palio furono le Confraternite della Santissima Annunziata e di San Michele, nel 1640 e 1644.
Le confraternite codificarono una serie di rituali e consuetudini di origine antica per regolamentare i festeggiamenti per il santo patrono e la corsa del Palio. Ci è noto infatti, dai documenti della Confraternita della SS.Trinità, che si assoldavano tamburini e trombettieri per le cerimonie della presentazione dei cavalli ("segnatura") e si acquistavano notevoli quantità di "bindello" (passamaneria) con i colori della Confraternita da distribuire ai confratelli durante la festa. Il giorno della corsa i confratelli, agghindati con le livree ed i colori di appartenenza, scortavano il cavallo ed il "paggio", che indossava la gavardina con i colori ufficiali della confraternita, alla partenza.
In caso di vittoria, la schiera dei confratelli iniziava il "giro della vittoria", un corteo dei vincitori per le vie, che visitava i luoghi del potere cittadino e le sedi dei sodalizi amici. Avveniva poi il ringraziamento a san Secondo e al termine del giro, la consacrazione del palio nella chiesa del sodalizio.
Le grandi celebrazioni avvenivano una settimana dopo.
La chiesa della confraternita, pavesata a festa, accoglieva il corteo con in testa il paggio vincitore. La messa solenne era officiata dalle massime autorità ecclesiastiche e durante l'offertorio, il paggio consegnava il palio al priore, che lo poneva sull'altare maggiore tra le acclamazioni dei confratelli. Alla sera, avveniva una festa conclusiva notturna, con luminarie e fuochi artificiali nel territorio della Confraternita ed i confratelli nobili, aprivano i loro palazzi per balli e rinfreschi.

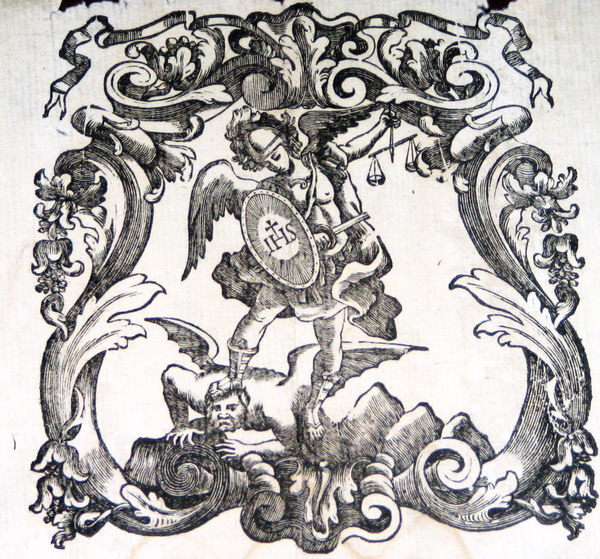
Stemma della confraternita di San Michele, da un documento del XVIII secolo.

### Arciconfraternita di San Michele
La più antica della città, costituita dai battuti bianchi nel 1606, nel rione Santa Caterina, ma trasferitasi nel rione San Martino per gestire l'importante ospedale di San Giuliano dei Pellegrini. La chiesa, presente tuttora sulla piazza San Martino, venne riedificata nel 1744.
L'Incisa ci dice che la Confraternita, aveva il diritto di sfilare per ultima nelle processioni e sepolture, segno distintivo della sua vetustità. Vinse la corsa del Palio otto volte. Era celebre la sua rivalità con la Confraternita della Misericordia.

### Confraternita della Piccola Annunziata

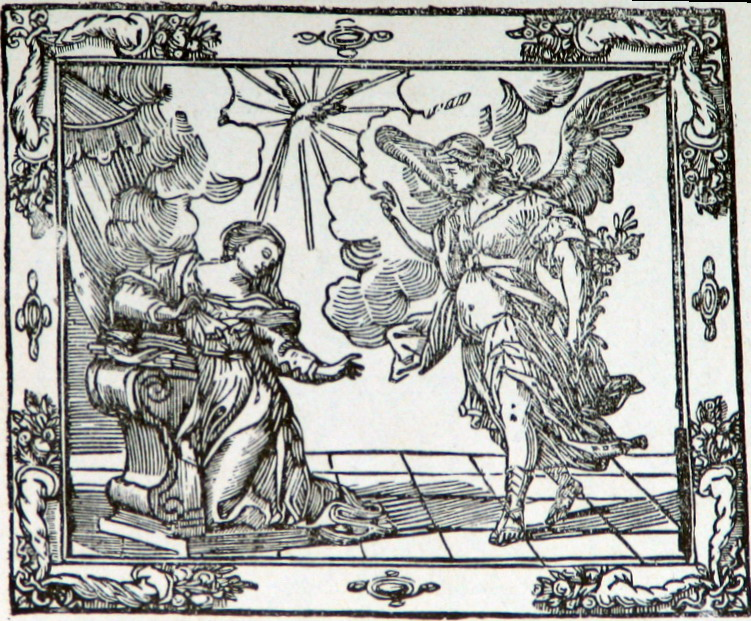
Incisione settecentesca della confraternita dell'Annunziata.

Sorta già nel XIV secolo, (dice l'Incisa nel 1386) nel borgo Santa Maria Nuova, aveva una prima chiesa all'incrocio tra via Fontana e corso Alfieri, tra la chiesa di Sant'Agostino e la chiesa di Santa Maria Nuova. Era costituita dai battuti blu.
In questo periodo, narrano le cronache astesi, la confraternita annoverava nobili ed intellettuali dell'epoca molto vicini al governo orleanese, tra cui il poeta e commediografo Giovan Giorgio Alione, che scrisse ben due canti per detta confraternita.
Nella prima metà del Seicento, in seguito alle continue guerre che portarono quasi alla distruzione del Borgo di Santa Maria Nuova, la Confraternita si trasferì all'interno della cinta muraria, costruendo una nuova chiesa sull'attuale piazza Medici, dirimpetto alla torre dell'Orologio nel Rione San Secondo.

La nuova chiesa, denominata "Piccola Annunziata" per la presenza in città di un'altra chiesa con la stessa denominazione, era a pianta ottagonale, come dimostrano alcune fotografie di inizio Novecento e fu abbattuta per costruire al suo posto l'attuale fontana dell'Acquedotto (1908).

I redditi e gli arredi furono impiegati per la costruzione della chiesa della parrocchia del borgo Tanaro.
Con più di quaranta vittorie è il sodalizio che vanta più successi al palio.

### Confraternita della Trinità

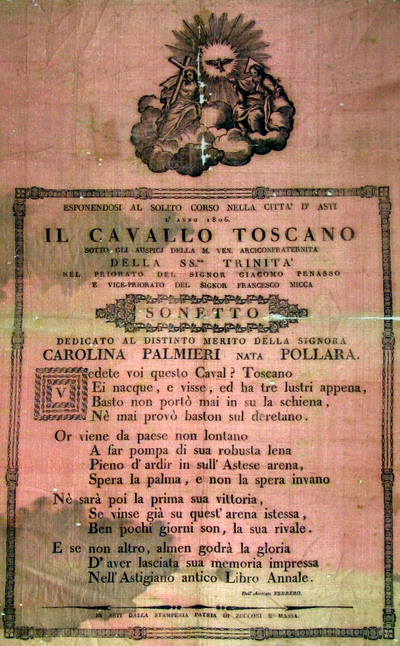
Sonetto della Trinità per la Corsa del Palio, 1806

La confraternita dei "battuti rossi" è l'unica ancora esistente e funzionante. Alla confraternita, nata prima del 1570, appartiene la chiesa sorta a lato dell'ospedale dei Pellegrini di S.Evasio, ed è situata in via Cavour, nel rione San Paolo, a pochi metri da dove la leggenda narra che sia nato Evasio, il primo vescovo della città.

In origine, la zona era denominata contrada di San Quirico; il torrente Borbore era nelle immediate vicinanze, al punto tale che vicino alla chiesa esisteva un ponte.
La prima partecipazione documentata al Palio risale al 1648. Le vittorie sono otto.

#### L'ex voto del 1677
La Confraternita conserva un dipinto di anonimo pittore seicentesco, (probabilmente Pietro Laveglia), che lo fece realizzare al termine della corsa del Palio alla lunga dell'anno 1677 esposto nella chiesa della Confraternita, tutti gli anni nel periodo del Palio. Esso riporta la scritta “ex voto”, per la grazia ottenuta per la vittoria e per le modalità ad essa relative.

Dopo la mossa il cavallo della Trinità disarciona quasi subito il suo fantino, e benché scosso prende il comando della gara mantenendola fino al termine.
All'epoca però, gli Statuti del Palio recitano che per aver diritto al drappo il paggio giunto primo al traguardo doveva toccare il drappo stesso con un colpo del suo frustino, cosa che fece il secondo arrivato, il paggio del conte Capra. Ma il messo Giovanni Malone, probabilmente simpatizzante (o addirittura confratello) della Trinità, afferra l'asta del Palio e mentre il cavallo scosso giunge al traguardo, lo tocca sulla groppa. Scoppiano immediatamente le contestazioni, sia i confratelli della Trinità che i sostenitori del conte Capra pretendono la vittoria: la situazione mette in grave difficoltà i giudici di gara, che assegnano il Palio alla Trinità, il cui cavallo comunque era giunto primo al traguardo. Sentenza che farà giurisprudenza nel regolamento della corsa, perché per la prima volta enuncia la regola, ancora oggi in vigore, di "...stare del solo cavallo la vittoria".
Il quadro a tutt'oggi costituisce la più antica testimonianza iconografica della corsa e del suo percorso, inquadrata nel contesto della città e del territorio circostante. Come in una striscia fumettistica, i cavalli partecipanti alla corsa sono ritratti in quattro sequenze:
- la partenza con la rovinosa caduta del fantino della Trinità;
- l'entrata dei cavalli da porta San Pietro;
- il difficoltoso passaggio dal portone di Santa Maria Nuova;
- l'arrivo del cavallo scosso con il messo Malone che tende il palio verso di esso.

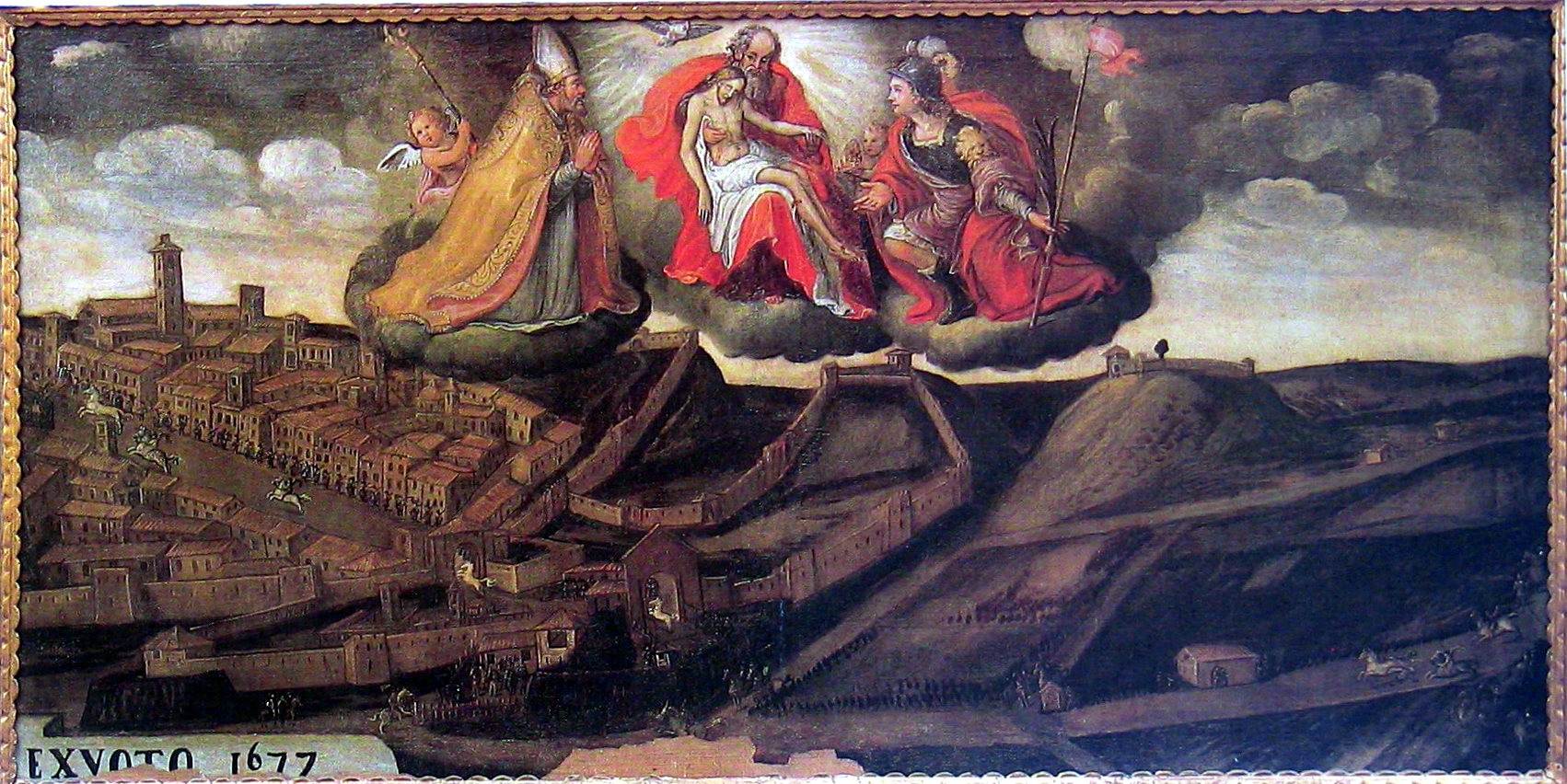
Quadro ex voto del 1677, che ritrae il percorso del Palio alla lunga

### Confraternita della Misericordia

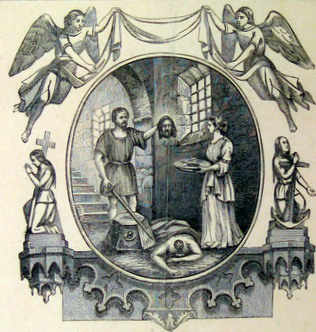
Stemma della Confraternita della Misericordia da un'incisione settecentesca

I confratelli della Misericordia, o "battuti neri", nacquero nel 1572, secondo Maurice Agulhon, i "neri" sono sorti più tardi rispetto ai "bianchi", a causa di una scissione dei confratelli dei ceti aristocratici, che mal sopportava l'aprirsi delle iscrizioni alle classi più umili.

I neri di Asti utilizzarono in principio la chiesa di San Sisto, ed in seguito la Confraternita costruì la chiesa di San Giovanni decollato o della Misericordia (1598), nel Rione Cattedrale tra via U.Rossi e via Carducci. L'edificio dopo il 1914 ha subito notevoli trasformazioni diventando locazione abitativa.
Compito della Confraternita era quello di assistere i condannati a morte, i carcerati e le partorienti povere. Infatti amministrava l'opera pia Milliavacca (ora palazzo Mazzola) ed il collegio delle Orfane nei pressi della cattedrale.

Alla Confraternita maschile, si aggiunse quella femminile delle umiliate con sacco grigio e croce e cordone nero, sotto la protezione di Santa Elisabetta regina d'Ungheria, contessa di Turingia, figlia del re Andrea d'Ungheria, che rimasta vedova, si fece terziaria francescana.

La confraternita ha partecipato spesso nel Settecento alla Corsa del Palio, vincendone cinque edizioni.

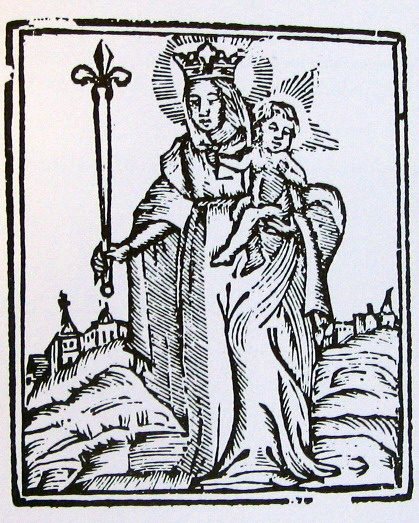
Asti, la Madonna di Viatosto, incisione fine Settecento tratta da un documento della confraternita

### Confraternita di Viatosto
Nata nel Seicento, aveva sede nella chiesa del borgo Viatosto, ad alcuni chilometri dal centro cittadino.
L'abito della Confraternita era un saio bianco con bindello blu.
Era di reddito modesto a causa della totale estrazione rurale degli affiliati. Per le processioni ad Asti i confratelli si radunavano presso la chiesa di Dio nel borgo di San Marco (l'attuale rione Santa Caterina), e dopo l'abbattimento di questa, presso la chiesa di San Giovanni, vicino alla cattedrale. La Confraternita vinse due edizioni del Palio

### Confraternita di San Rocco

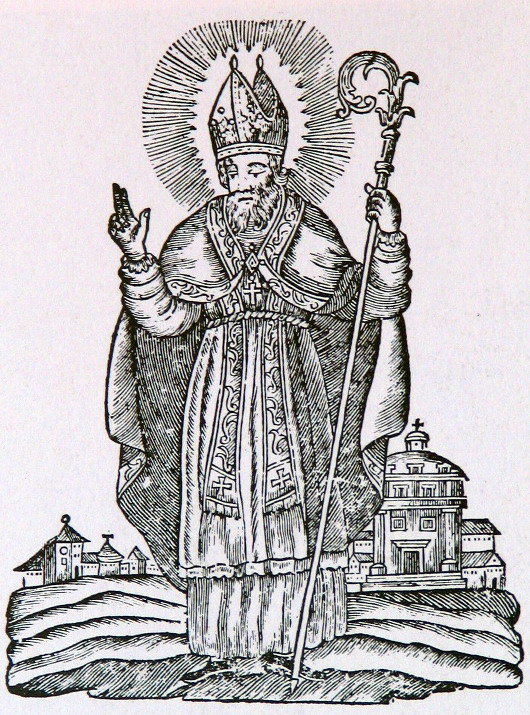
Asti, incisione settecentesca tratta da un documento della confraternita di San Rocco.

La Confraternita di San Rocco, dei "battuti verdi", aveva la sua primitiva sede nella collegiata di San Secondo, in particolare nella cappella detta del SS.Rosario e della Madonnina; nel 1637 si spostò costruendo una piccola chiesa nella antica contrada dei filanti (borgo San Rocco). Ma essendo cresciuto il numero dei fedeli, i confratelli acquistarono alcuni stabili adiacenti e costruirono una nuova chiesa su disegno e progetto dell'ingegnere Carlo Giulio Quadri. L'edificio fu concluso intorno al 1720. La chiesa è situata a sinistra della vecchia porta di San Martino, all'incrocio fra via Brofferio e via Grassi.
Vinse dodici volte la corsa del Palio.

### Compagnia di San Secondo

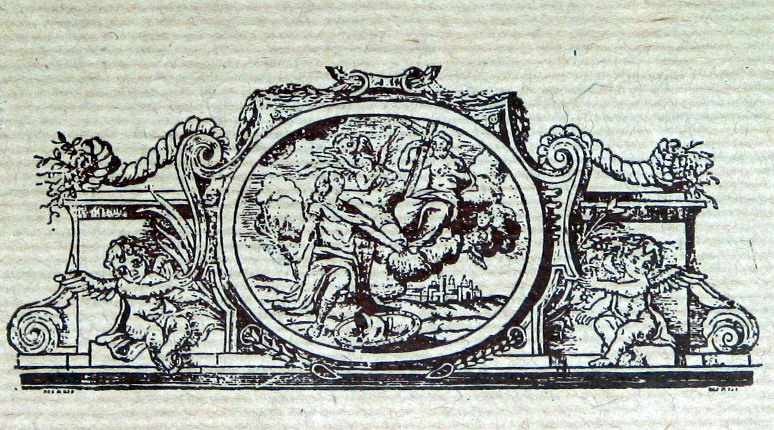
Stemma della compagnia di San Secondo, incisione ottocentesca.

La Compagnia di San Secondo aveva sede nella cappella dedicata al martire astigiano nella collegiata di Asti. Si dedicava alla festa ed al culto del santo patrono, interveniva economicamente nei restauri e nei lavori di manutenzione della chiesa. Infatti, dai documenti dell'archivio della collegiata, si legge che la Compagnia fece ridipingere le volte della chiesa nel 1779.
All'interno della cappella barocca affrescata dal Golzio, sono conservati i Palii antichi e le bandiere seicentesche che raffigurano episodi della vita del santo patrono.
La Compagnia ha partecipato al Palio con il colore rosso listato di bianco vincendo quattro volte.

## I colori
- il colore bianco è il colore delle prime cappe indossate dai Flagellanti medievali, bianca è anche la divisa dei confratelli dell'Arciconfraternita-Madre del Gonfalone, prima Confraternita, la cui struttura sarà poi adottata da tutte le altre sorte in seguito;
- il colore azzurro simboleggia la Vergine Maria e la sua ascensione al cielo;
- il colore rosso è caratteristico dello Spirito Santo ed il fuoco della carità, in più il rosso simboleggia la divinità;
- il colore nero simboleggia la terra, alla quale si torna con la morte, è adottato, infatti, dalle confraternite che danno un'adeguata assistenza spirituale ai condannati a morte;
- il colore grigio è quello della tela grezza dei primi frati dell'Ordine francescano. È tipico delle Confraternite della Penitenza;
- il colore verde riprende il colore delle vesti di san Rocco, santo pellegrino. È anche il colore della speranza, della rifioritura, del ritorno alla vita (con la riacquisizione della fede) mediante il pellegrinaggio.

## Curiosità
- Nel 1779, la Confraternita di San Michele vinse con un cavallo inglese di diciassette anni, "scartato" dal conte Pelletta perché ritenuto troppo vecchio.
- Al palio di Asti non parteciparono solo le confraternite e compagnie locali, ma anche quelle della provincia ed alcune volte anche di altre province e regioni d'Italia.
Per esempio il Palio del 1730, venne vinto dalla Compagnia di San Antonio di Monza e la Compagnia di San Bernardino di Ceresole Reale nel XVIII secolo si aggiudicò tre edizioni consecutive (1767, 1768, 1769).